# Леще (гміна Клодава)
Леще (пол. Leszcze) — село в Польщі, у гміні Клодава Кольського повіту Великопольського воєводства.
Населення — 214 осіб (2011).
У 1975-1998 роках село належало до Конінського воєводства.

## Демографія
Демографічна структура станом на 31 березня 2011 року:
|          | Загалом | Допрацездатний вік | Працездатний вік | Постпрацездатний вік |
| -------- | ------- | ------------------ | ---------------- | -------------------- |
| Чоловіки | 118     | 26                 | 79               | 13                   |
| Жінки    | 96      | 18                 | 56               | 22                   |
| Разом    | 214     | 44                 | 135              | 35                   |